# 人民路 (宁波)
人民路，是浙江省宁波市的一条道路，为纪念人民填河的壮举而得名:154，起点位于中山东路，南街江厦街，终点位于环城北路，全长3.1公里，1928年扬善路至车站路段改建成沥青路面，1958年填塞李家后河，将后马路、横街、咸宁路段连接起来，1964年全线拓建为沥青道路，1975年建铁路以北段，1981年完工:257:108，1990年改造大庆北路至环城北路段:206，1997年改造新江桥至铁路段:187，2001年改造铁路至环城北路段:259，2009年外滩大桥处修建人民路地道，9月27日通车，2010年进行全线改造，2011年完工。

## 主要相交道路
- 南接江厦街
- 中山东路
- 新江桥，跨越姚江
- 扬善路
- 车站路
- 西：新马路、东：中马路
- 生宝路
- 庆丰桥下匝道
- 大庆南路
- 大庆北路
- 西：人民路645弄、东：人民路658弄
- 环城北路